# Rombouts
Rombouts is een achternaam van Belgisch-Nederlandse origine.
De originele naam is Romualdus, die getraceerd is tot 950 BC, in Romagna, Italië. De naam Rombouts betekent "Stoutmoedige van Rome",
De naam heeft meerdere alternative spellingen: Rumoalde, Rumwald, Runwald, Rumbald, Rumbold, Romwold, Rombaut. 
Bekende mensen met de achternaam Rombouts zijn onder meer:
- Francis Rombouts, burgemeester van New York in 1679 en 1680
- W.G.H Rombouts, wethouder van Breda die in 1927 Teteringen annexeerde (Wethouder Romboutsstraat)
- Linda Rombouts, een Belgische schaatser
- Salomon Rombouts, een Vlaams landschapsschilder
- Theodoor Rombouts, een Vlaams barokschilder
- Tinne Rombouts, een Vlaams politicus
- Ton Rombouts, een Nederlands politicus
- Peter Rombouts, een Nederlands politicus
- Sint-Romboutskathedraal in Mechelen, België, vernoemd naar:
Sint Rombout van Mechelen
- Romualdus van Ravenna (Romualdo van Salerno)
- Sint Rumwold ook genaamd Rumbold, Romualdus, Buckingham England) en mogelijk dezelfde persoon als Sint Rombouts van Mechelen
- Damascenus Rombouts, Franciscaan, priester en stichter van het Bernardinuscollege in Heerlen

Colleges
- Sint-Romboutscollege, in Mechelen, Belgium.
- Romboutscollege te Heerlen, Nederland.
- Bernardinuscollege, in Heerlen (gesticht door Damascenus Rombouts).

Bedrijven
- Rombouts koffie, een Vlaamse koffieproducent opgericht door Frans Rombouts in 1896